# 57 Tauri
57 Tauri (h Tauri) é uma estrela na direção da Taurus. Possui uma ascensão reta de 04h 19m 57.63s e uma declinação de +14° 02′ 06.9″. Sua magnitude aparente é igual a 5.58. Considerando sua distância de 146 anos-luz em relação à Terra, sua magnitude absoluta é igual a 2.32. Pertence à classe espectral F3V.... É uma estrela variável Delta Scuti.